# Спектроскопия характеристических потерь энергии электронами

Схематичный график EELS спектра, отображающий пик без потерь энергий, плазмонный резонанс и core-loss пик

Спектроскопия характеристических потерь энергии электронами (англ. electron energy loss spectroscopy (EELS)) — разновидность электронной спектроскопии, в которой исследуемая материя подвергается облучению электронами с узким диапазоном энергий, и изучаются потери энергии неупруго рассеянных

## Описание
Характеристические потери энергии электронами покрывают широкий диапазон от 10−3 до 104 эВ и могут происходить в результате различных процессов рассеяния, таких как:
- возбуждение глубоких уровней (100-104 эВ);
- возбуждение плазмонов и электронных межзонных переходов (1-100 эВ);
- возбуждение колебаний атомов поверхности и адсорбата (10−3−1 эВ).

Термин «спектроскопия характеристических потерь энергии электронами (СХПЭЭ)» имеет двойное значение. С одной стороны, он используется как общий термин для обозначения методов анализа потерь энергии электронами во всем диапазоне от 10−3 до 104 эВ.
С другой стороны, он имеет более узкое значение для обозначения методики исследования характеристических потерь только второй группы, с энергиями в диапазоне от нескольких эВ до нескольких десятков эВ, связанных с возбуждением плазмонов и электронных межзонных переходов. При этом первая группа потерь является предметом спектроскопии ХПЭЭ глубоких уровней, а третья — спектроскопии высокого разрешения характеристических потерь энергии электронами. Наиболее же частое использование метода СХПЭЭ (именно в узком смысле) связано с решением таких задач, как определение плотности электронов, участвующих в плазменных колебаниях, и химический анализ образцов, включая анализ распределения элементов по глубине.

## История
Методика была разработана Дж. Хиллером и Р. Ф. Бейкером в середине 1940-х, однако широкое распространение не получила в последующие 50 лет. И только в 1990-х стала распространяться благодаря улучшению вакуумных технологий и микроскопов.

## EELS и EDX
EELS зачастую рассматривают как комплиментарную к ЭДС (EDX), которая является другой распространённой спектроскопической техникой, доступной на множестве электронных микроскопов. ЭДС хороша для определения атомного состава веществ, проста в использовании и несколько чувствительнее к тяжелым элементам. СХПЭЭ же исторически является более трудной методикой, но, в принципе, способной для измерения атомного состава, химических связей, валентности и свойств зоны проводимости, поверхностных свойств и т. д. СХПЭЭ предпочтительнее для работы с относительно малыми атомными номерами, где край полосы поглощения острее, легче определяется и экспериментально доступен (при большой энергии поглощения (>3кэВ) сигнал очень слабый).

## Измерение толщины
EELS позволяет быстро и достаточно точно измерять локально толщину образца в ПЭМ. 
Наиболее эффективна следующая процедура:
- Измерить EELS спектр в диапазоне энергий −5..200 eV (больше — лучше). Такое измерение возможно произвести за малое время выдержки (миллисекунды), так что может производиться на нестабильных под элеронным пучком веществах.
- Анализ спектра: выделить zero-loss пик (ZLP) и рассчитать его интегральную величину (I0) и интегральную величину всего спектра (I).
- Толщина t = mfp*ln(I/I0). Где mfp средняя длина пробега неупруго рассеянных электронов, табличная величина.[4]

Пространственное разрешение в данном методе ограничено локализацией плазмона (~1 nm), то есть карты толщин могут быть получены в STEM с разрешением в ~1 nm.